# Abbazia di Engelberg
L'abbazia di Engelberg è un'abbazia benedettina appartenente alla Congregazione benedettina di Svizzera. Essa fu fondata grazie ad una donazione del beato Corrado di Sellenbüren nel 1120 ed è sita nel territorio del comune di Engelberg.

## Storia

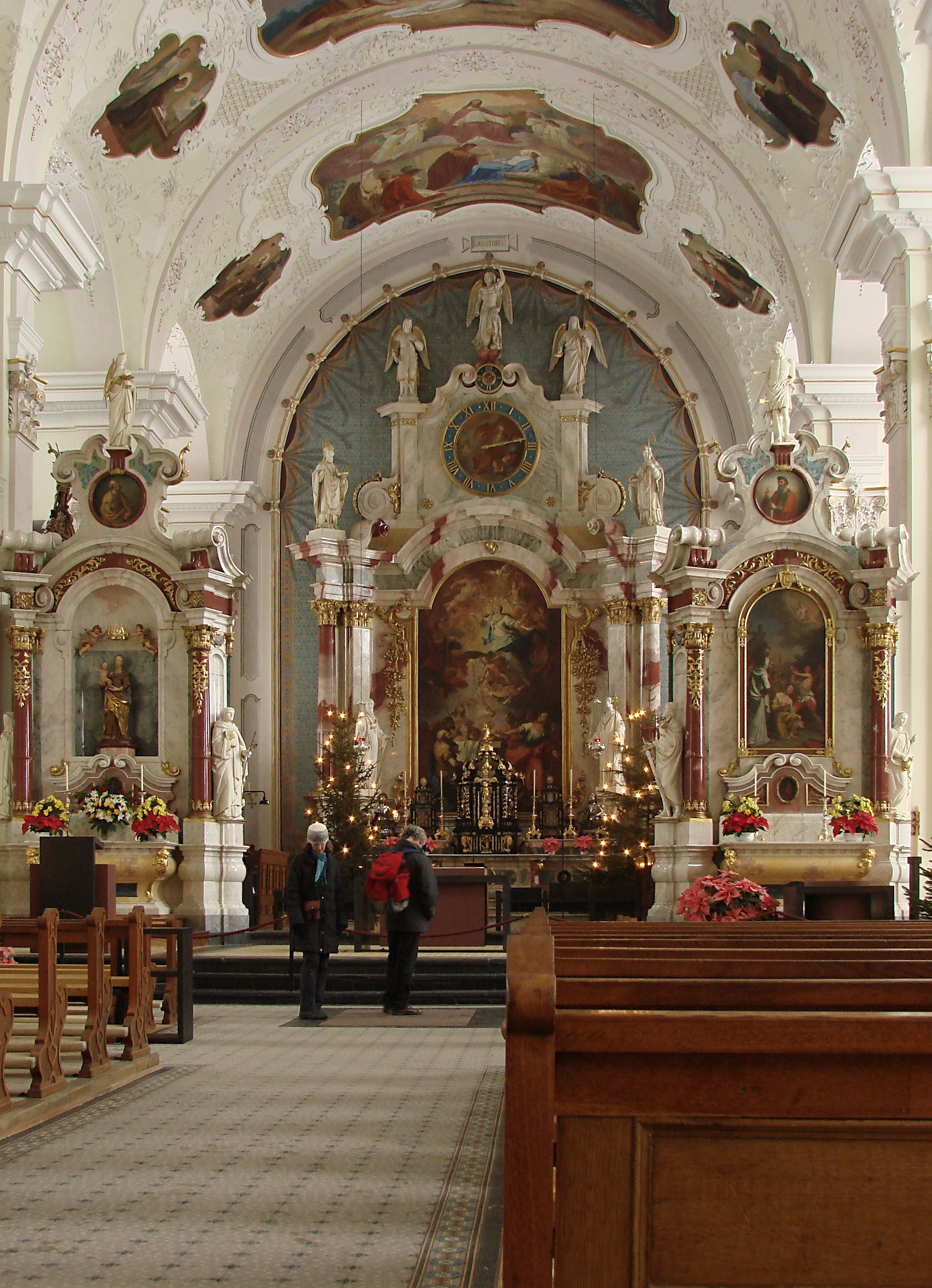
L'altar maggiore della chiesa abbaziale

Engelberg faceva parte della diocesi di Costanza ed oggi di quella di Coira. Essa è dedicata a Nostra Signora degli Angeli.
Il suo primo abate fu il beato Adelelmo, proveniente dall'abbazia di San Biagio. Papa Callisto II concesse diversi privilegi all'abbazia nel 1124, seguito in questo dall'imperatore Enrico IV e da altri imperatori. In seguito l'abbazia venne posta sotto la giurisdizione della Santa Sede, posizione che conservò fino alla formazione della Confederazione dei XIII cantoni nel 1602. Engelberg, su richiesta di papa Clemente VIII, entrò allora con le altre abbazie svizzere, nella Congregazione benedettina di Svizzera. 

Arme dell'abbazia

L'abate godeva di privilegi quasi episcopali e governava i villaggi circostanti, ricevendone una decima. La sua autorità era esercitata su più di un centinaio di borghi e villaggi. Questi privilegi furono aboliti con l'arrivo delle truppe rivoluzionarie francesi che nel 1798 entrarono in Svizzera creando la Repubblica elvetica. Essi saccheggiarono l'abbazia asportando in particolare la sua biblioteca d'incunaboli e manoscritti risalenti al medioevo.
L'abbazia fu devastata da un incendio nel 1729 e fu quindi ricostruita nel XVIII secolo.
La biblioteca conserva manoscritti di Martin Lutero, quando questi era ancora monaco agostiniano.

## Insegnamento
L'abbazia fondò un ginnasio per ragazzi nel 1851. Una scuola professionale è stata aperta nel 2000. L'internato accoglie oggi più di 120, fra ragazzi e ragazze, provenienti da tutta la Svizzera.

## Fondazioni
L'abbazia di Engelberg ha fondato nel 1873, negli Stati Uniti d'America, l'abbazia della Concezione nello stato del Missouri, quando, durante una Kulturkampf svizzera, i benedettini furono espulsi, e l'abbazia di Monte Angelo in Oregon nel 1882.

## Galleria d'immagini

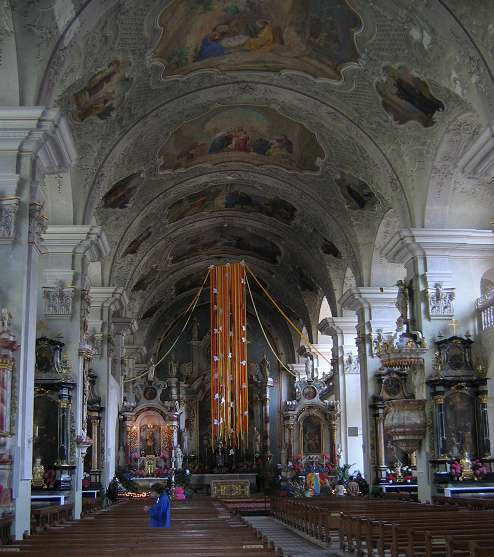
L'interno della chiesa
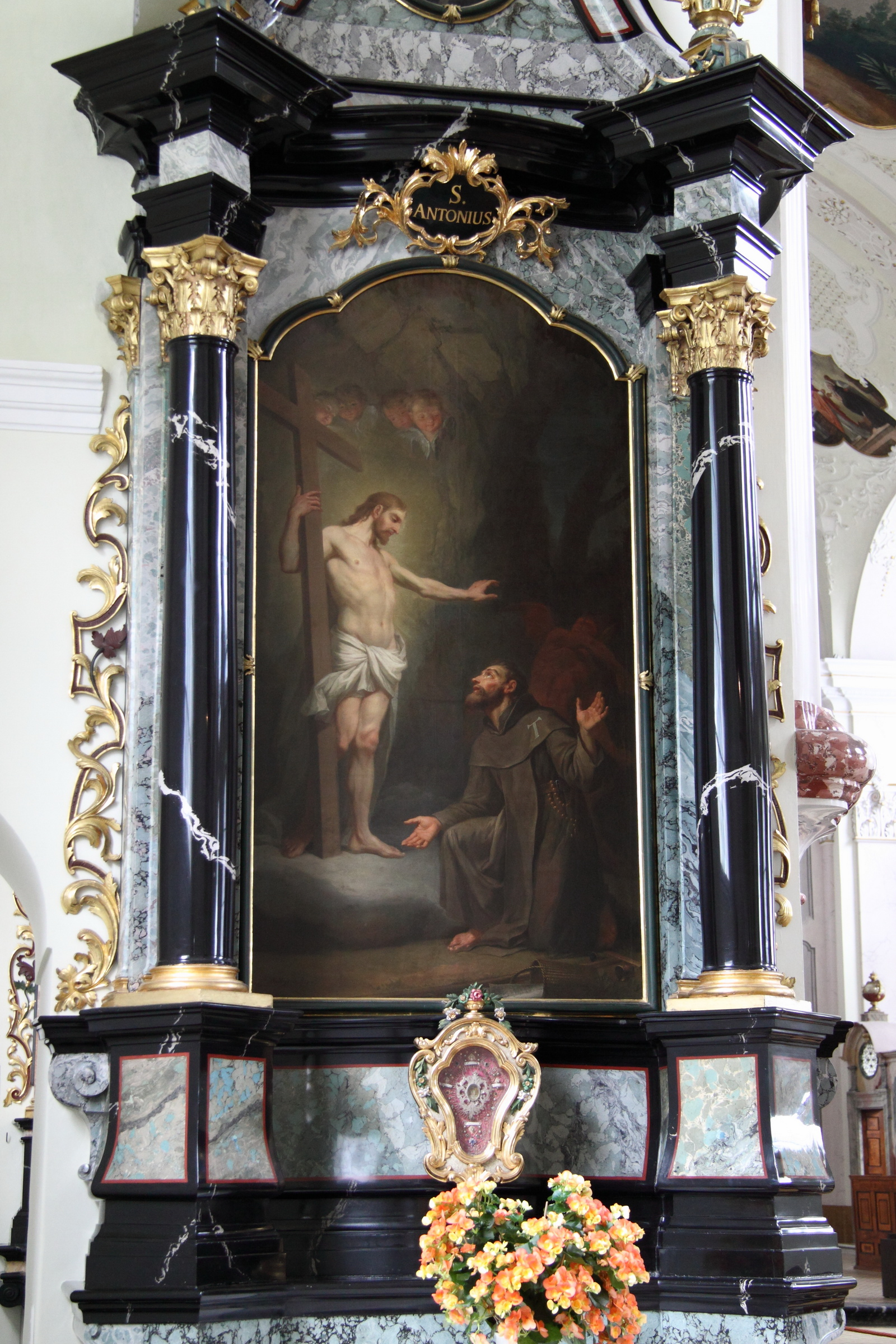
Altare laterale di Sant'Antonio
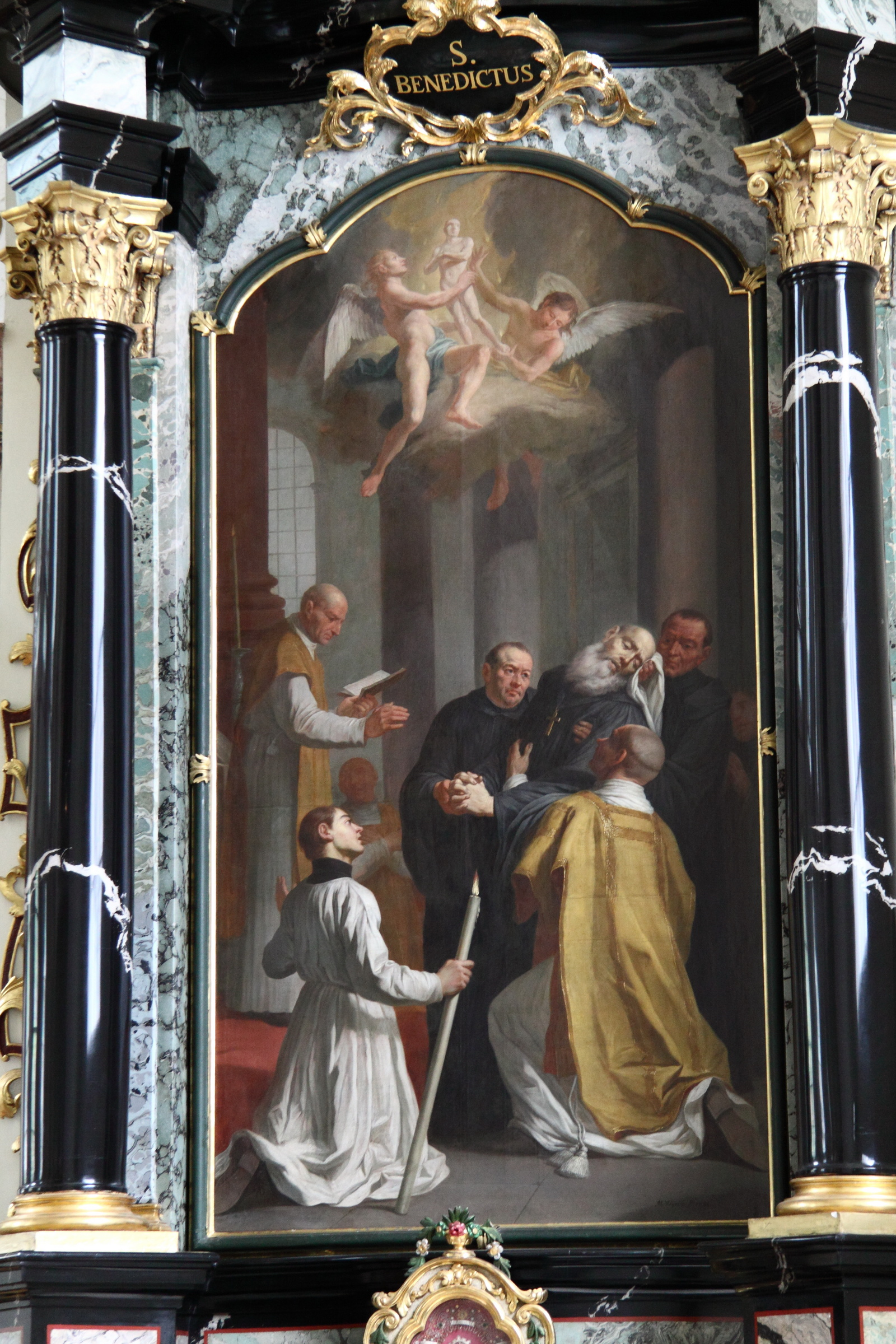
Altare laterale di San Benedetto
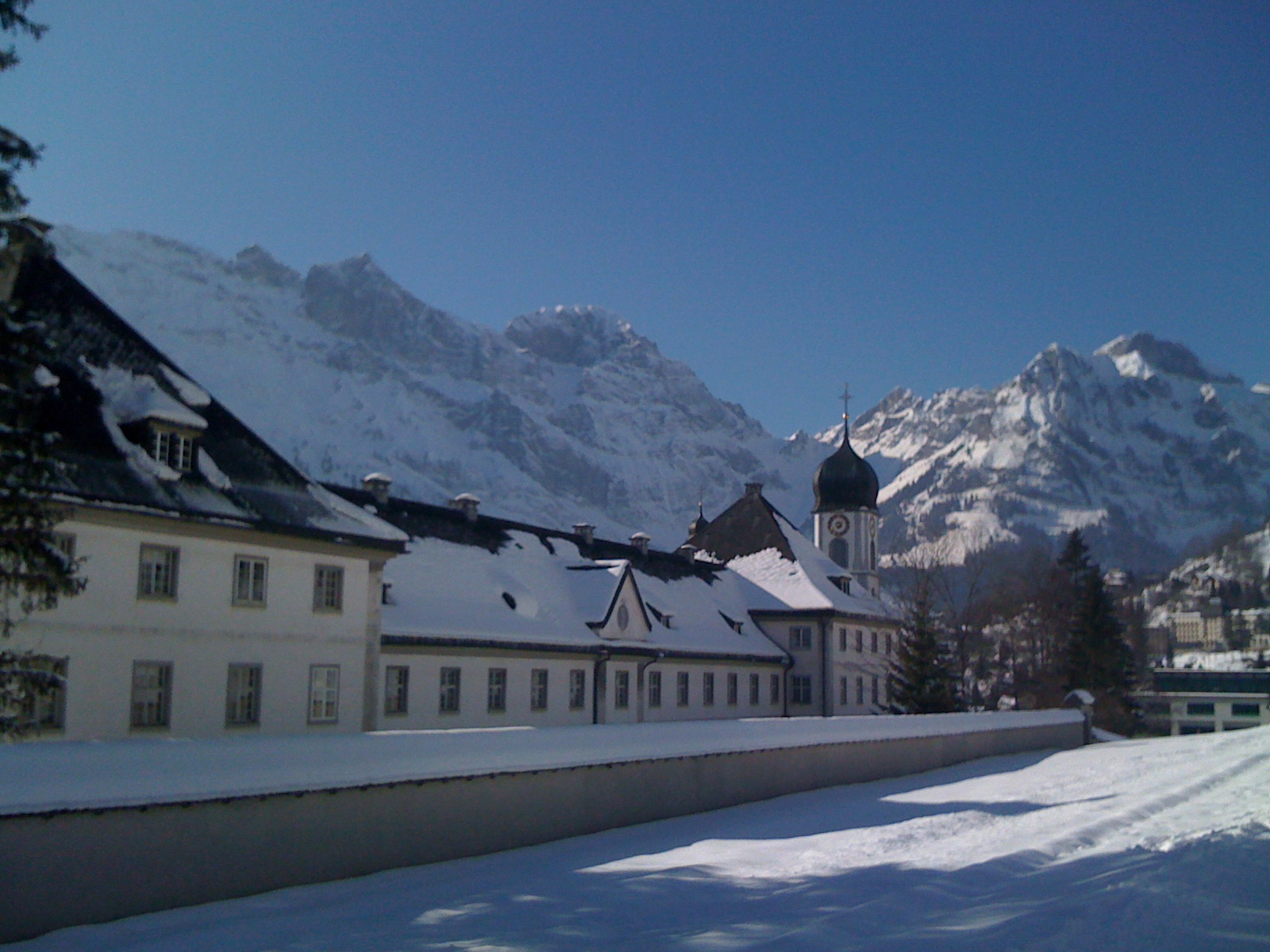
L'abbazia in inverno
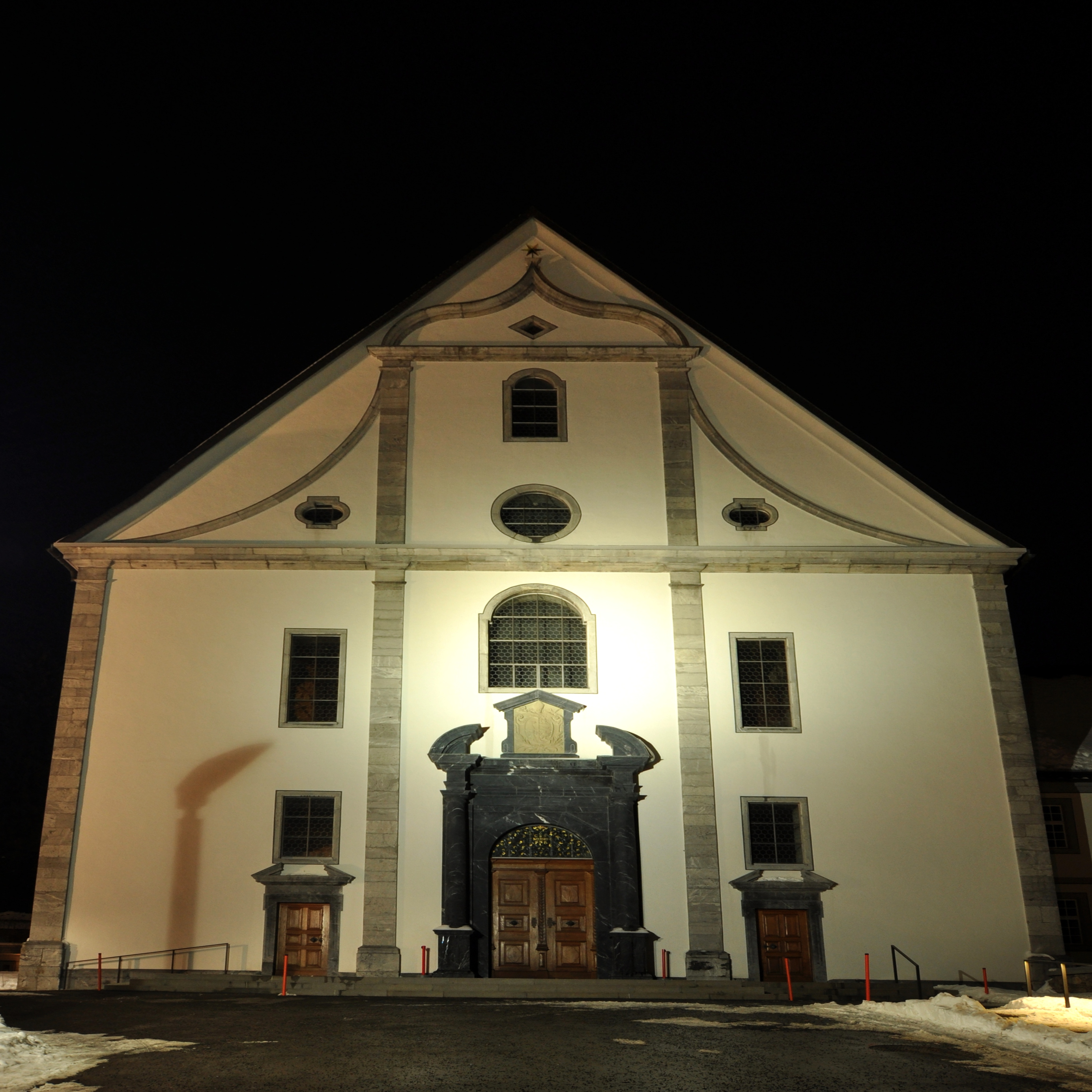
Portale della facciata della chiesa abbaziale